# Старушенко, Глеб Борисович
Глеб Бори́сович Старуше́нко (6 ноября 1922, с. Келеберда Кременчугского уезда Полтавской губернии — 30 ноября 2007, Москва) — советский и российский правовед, специалист в области международно-правовых проблем и государственного права развивающихся стран, правовых проблем национально-освободительного движения, международного регулирования политических и социальных отношений, прав человека и нации. Доктор юридических наук (1967), профессор, заслуженный юрист РСФСР, член-корреспондент АН СССР с 26 декабря 1984 года по Отделению философии и права.

## Биография
С 1940 года служил в РККА, участник Великой Отечественной войны и Парада Победы. Член ВКП(б) с 1944 года. Окончил восточный и западный факультеты Военного института иностранных языков (1947), а затем экстерном юридический факультет МГУ (1950).
После увольнения в запас работал в МИД СССР (1956—1958), в 1959—1965 годах — в редакциях журналов «Новое время», «Азия и Африка сегодня», «Коммунист» (ответственный секретарь) и др. С 1966 года занимал должность заместителя директора Института Африки АН СССР, позднее советник РАН. В 1967 году защитил докторскую диссертацию «Государство и нация в освобождающихся странах. Правовые проблемы самоопределения».
Вице-президент Международного народного конгресса африканских исследований (с 1973), член Бюро исследовательского комитета «Национально-освободительные движения и империализм» Международной социологической ассоциации, член Комитета ООН по ликвидации расовой дискриминации (с 1981).
Вице-президент Советской ассоциации дружбы с народами Африки, член Комитета солидарности стран Азии и Африки. Избирался в руководящие органы Советской ассоциации международного права и Советской ассоциации политических наук. В 1990-е годы — президент Российской ассоциации африканских исследований, эксперт Государственной Думы РФ.
Член Союза писателей СССР. Был председателем редколлегии серии книг «Учёные России. Воспоминания, очерки, материалы», заместитель главного редактора энциклопедического справочника «Африка».
Владел французским, турецким и украинским языками.
Умер 30 ноября 2007 в Москве. Похоронен на Троекуровском кладбище.

## Основные работы
- «Принцип самоопределения народов и наций во внешней политике Советского государства» (М., 1960);
- «Принцип самоопределения народов и наций» (М., 1964, на англ., фр., исп. яз.);
- «Нация и государство в освобождающихся странах» (М., 1967);
- Africa makes a choice The development of Socialist-oriented states (Moscow, 1975);
- «Африка: проблемы социалистической ориентации» (М., 1976; в соавт.);
- «Социалистическая ориентация в развивающихся странах» (М., 1977);
- «Мировой революционный процесс и современное международное право» (М., 1978);
- Sozialistische Orientierung in Entwicklungsländern (B., 1980);
- «Идеология революционных демократов Африки» (М., 1981; в соавт.);
- «Сотрудничество СССР с освободившимися странами и международная безопасность» (М., 1983; совм. с Ю. А. Бочкарёвым);
- «Наука и власть: воспоминания учёных-гуманитариев и обществоведов» (М., 2001, редактор).

## Награды и звания
- орден Красной Звезды
- медали
- Заслуженный юрист РСФСР (1984)